# Choisies
Choisies ist eine französische Gemeinde mit 44 Einwohnern (Stand: 1. Januar 2022) im Département Nord in Region Hauts-de-France. Sie gehört zum Arrondissement Avesnes-sur-Helpe, zum Kanton Fourmies und zum Gemeindeverband Cœur de l’Avesnois (vormals Vallées de la Solre, de la Thure et de l’Helpe).

## Geografie
Die Gemeinde Choisies liegt an der Solre im Regionalen Naturpark Avesnois, sieben Kilometer südöstlich von Maubeuge und sieben Kilometer westlich der Grenze zu Belgien. Sie grenzt im Westen und im Norden an Obrechies, im Nordosten an Aibes, im Osten an Solrinnes und im Süden an Dimechaux.

## Bevölkerungsentwicklung
| Jahr                       | 1962 | 1968 | 1975 | 1982 | 1990 | 1999 | 2008 | 2013 | 2020 |
| Einwohner                  | 93   | 86   | 66   | 59   | 60   | 71   | 70   | 62   | 48   |
| Quellen: Cassini und INSEE |      |      |      |      |      |      |      |      |      |

## Sehenswürdigkeiten
- Kirche Saint-Antoine aus dem 17. Jahrhundert
- Kapelle Notre-Dame-des-Sept-Douleurs

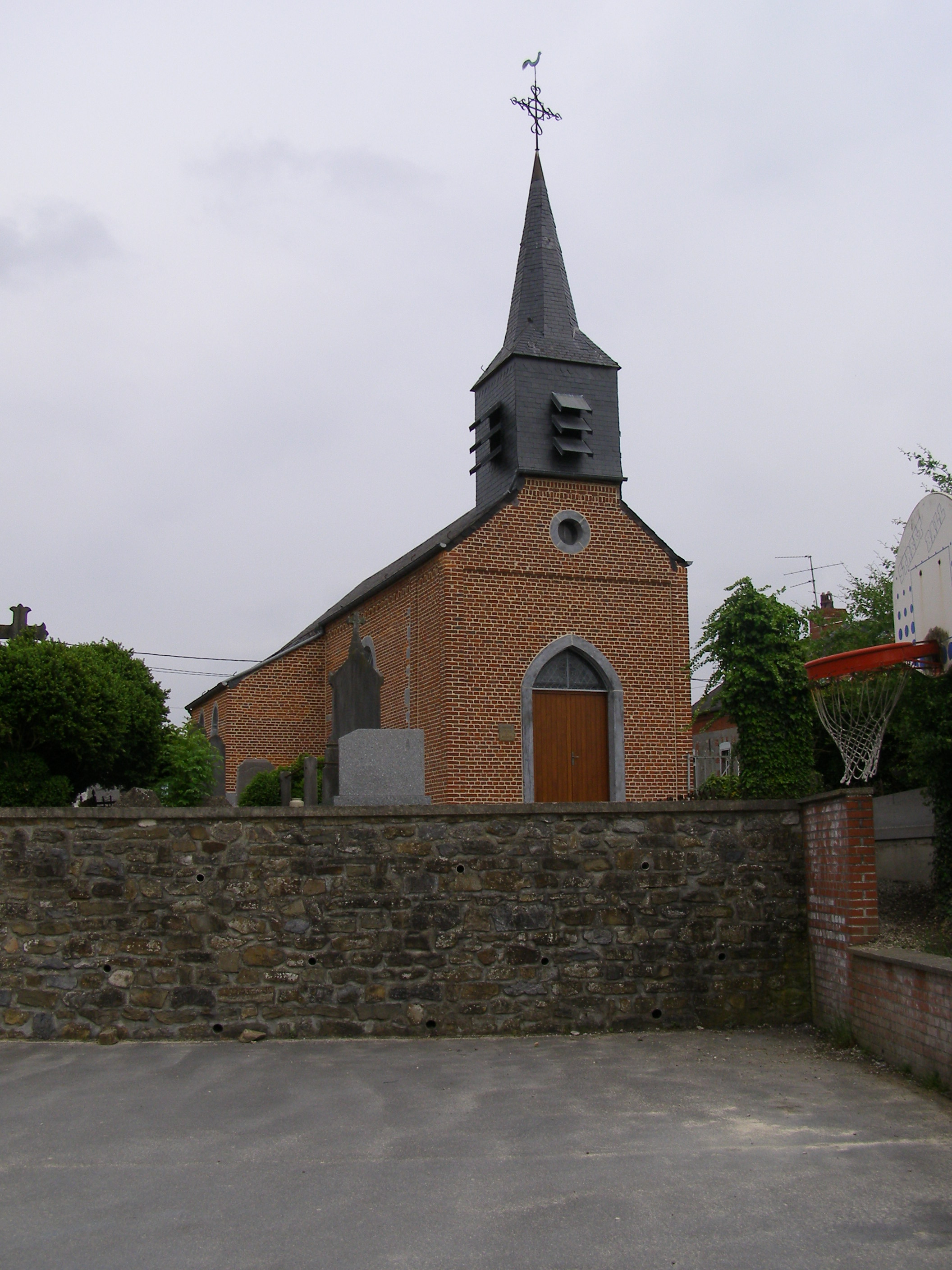
Kirche Saint-Antoine